# Perlovska Reka
Perlovska Reka (bulgariska: Перловска Река) är ett vattendrag i Bulgarien.   Det ligger i regionen Sofija-grad, i den västra delen av landet.
Runt Perlovska Reka är det i huvudsak tätbebyggt. Runt Perlovska Reka är det tätbefolkat, med 849 invånare per kvadratkilometer.